# Raymundo Meabe
Raymundo Meabe Fernández, también escrito como Raimundo, (1 de julio de 1896, Corrientes – 7 de noviembre de 1971, Buenos Aires) fue un político argentino, miembro del Partido Liberal de Corrientes, interventor federal de la provincia de Salta del 30 de junio de 1931 al 2 de octubre de 1931.
Luego fue interventor federal de la provincia de Buenos Aires durante la dictadura de José Félix Uriburu desde el 2 de octubre de 1931 hasta el 18 de febrero de 1932, cuando traspasó el mando al gobernador electo Federico L. Martínez de Hoz. Fue precedido en el cargo por el también interventor de facto Manuel Ramón Alvarado.